# 白豫彬
白豫彬（1997年7月13日—），韓國女歌手，2015年以韓國女子團體DIA成員身分出道，出道時隊內擔當為領唱，後期則擔任主唱及門面擔當。擅長樂器為吉他和電吉他。2017年10月暫停參與DIA活動參加KBS2選秀節目《The Unit》，最終集以第二名的成績進入限定女團UNI.T活動至2018年10月。

## 經歷

### 出道前
1997年7月13日出生於韓國韓國江原道春川市。
曾在ENSOUL Entertainment作為練習生。

### 2015年
9月14日，以MBK娛樂旗下女子團體DIA出道，發行首張正規專輯《Do It Amazing》，在DIA中負責主唱與吉他手。

### 2016年
4月22日，於Vlive MBK 頻道，第一次發表創作歌曲 〈널 기다려 (Waiting For You)〉
9月12日，發行第二張迷你專輯《Spell》。
12月24日、25日，在首爾舉辦《第一次奇蹟》演唱會中，和Eunice、希賢、彩娟組成A分隊빈챈현스(彬彩賢斯)，演唱自創曲〈너는 달 지구〉(你是地球的月亮)。演唱會結束後，12月29日正式發布數位音源，並於2017年1月5日開始參加音放舞台。

### 2017年
1月5日至9日，以小分隊빈챈현스(彬彩賢斯)，和Eunice、熙賢、彩娟於音樂節目演出自創曲〈너는 달 지구〉(你是地球的月亮)，打歌期為一周。
4月19日，DIA發行第二張正規專輯《YOLO》
8月22日，DIA發行第三張迷你專輯《Love Generation》。
9月4日，和DIA另一位成員順伊於官方Instagram以手寫信方式宣布參加KBS2選秀節目《The Unit》，9月28日兩人發行音源〈十月的雪嶽山〉，並暫停活動加入《The Unit》節目錄製。

### 2018年
2月11日，在選秀節目《The Unit》的最後一集中，豫彬獲得第2名，進入期間限定團體UNI.T。
5月18日，隨期間限定團體UNI.T出道，發行首張迷你專輯《Line》。

### 2022年
9月17日，與PocketDol Studio合約到期不續約，DIA解散。
11月8日，YAMYAM Entertainment透過SNS宣布白豫彬加入其公司。
12月4日，與李寶藍、Punch合作發行聖誕歌曲〈White Christmas (크리스마스에는)〉。

### 2023年
6月14日，發行個人首張單曲專輯《Contrail (비행구름)》，正式個人出道。

## 音樂作品

### 單曲專輯
| 專輯 # | 專輯資料                                                                    | 曲目                                                      |
| ------ | --------------------------------------------------------------------------- | --------------------------------------------------------- |
| 1st    | 《비행구름 (Contrail)》 - 發行日期： 2020年5月7日 - 語言：韓語 - 專輯銷量： | 曲目 1. 비행구름 (Contrail) 2. 비행구름 (Contrail)(Inst.) |

### 合作歌曲
| 日期          | 歌名名稱                         | 合作歌手      |
| ------------- | -------------------------------- | ------------- |
| 2022年12月4日 | White Christmas (크리스마스에는) | 李寶藍、Punch |

### 詞曲創作
韓國音樂著作權協會之登記編號：예빈/백예빈(10012539)
| 發布日期       | 專輯名稱                                 | 歌曲名稱                                | 參與部分 |
| 2016年6月14日  | 《Happy Ending》                         | 연습생(練習生)                          | 詞       |
| 2016年6月14日  | 《Happy Ending》                         | 기억할게요(我會記得)                    | 曲       |
| 2016年6月14日  | 《Happy Ending》                         | 널 기다려 (Waiting For You) (Solo Ver.) | 詞/曲    |
| 2016年6月14日  | 《Happy Ending》                         | 널 기다려 (Waiting For You) (DIA Ver.)  | 詞/曲    |
| 2016年9月12日  | 《Spell》                                | 7과 4분의3 (널+만나러+가는+길)          | 詞       |
| 2016年9月12日  | 《Spell》                                | 더럽 (The love...)                      | 詞       |
| 2016年12月29日 | 數位單曲〈너는 달 지구〉(你是地球的月亮) | 너는 달 지구(你是地球的月亮)            | 詞       |
| 2017年4月19日  | 《YOLO》                                 | 나랑 사귈래 (Will you Go Out With Me)   | 詞/曲    |
| 2017年4月19日  | 《YOLO》                                 | 남.사.친 (Male Friend)                  | 詞/曲    |
| 2017年4月19日  | 《YOLO》                                 | 사월 (四月)                             | 詞/曲    |
| 2017年4月19日  | 《YOLO》                                 | 마네킹 (人形模特)                       | 詞/曲    |
| 2017年4月19日  | 《YOLO》                                 | 꽃,달,술 (花, 月, 酒)                   | 詞/曲    |
| 2017年4月19日  | 《YOLO》                                 | 빛 (光)                                 | 詞/曲    |
| 2017年4月19日  | 《YOLO》                                 | 이 노래 들어볼래 (聽這首歌嗎)           | 詞/曲    |
| 2017年4月19日  | 《YOLO》                                 | 너만 모르나 봄 (只有你不知道的春天)     | 詞/曲    |
| 2017年4月19日  | 《YOLO》                                 | 건곤감리 (乾坤坎離)                     | 詞/曲    |
| 2017年4月19日  | 《YOLO》                                 | 나랑 사귈래 2016(要和我交往嗎 2016)     | 詞/曲    |

## 戲劇作品

### 電視劇
| 年份   | 電視台 | 劇名         | 角色   | 性質 |
| 2020年 | KBS2   | 《喪屍偵探》 | 劉熙善 | 客串 |

### 網路劇
| 年份   | 播出平台                | 劇名                   | 角色                 | 備註           |
| 2015年 | Naver TVCast            | 《甜蜜的誘惑》         | 練習生               | 客串（第4集）  |
| 2016年 | DIA第一次奇蹟演唱會     | 《Happy Ending》第三部 | 白豫彬               | 與DIA再妮      |
| 2017年 | YouTube：Tooniverse頻道 | 《閃耀的娜拉》         | 25年次練習生的變身後 | 客串（第12集） |
| 2023年 | TVING                   | 《幸福終局》           | 朴賢智               | 女配角         |

## 綜藝節目
| 日期                         | 電視台    | 節目名稱                 | 備註     |
| 2017年1月22日                | MBC       | 《神秘音樂秀：蒙面歌王》 | 評審團   |
| 2017年1月29日                | MBC       | 《神秘音樂秀：蒙面歌王》 | 評審團   |
| 2017年8月8日                 | KBS2      | 《1 VS 100》             | 參加者   |
| 2017年8月20日                | MBC       | 《神秘音樂秀：蒙面歌王》 | 參加者   |
| 2017年10月28日-2018年2月10日 | KBS2      | 《The Unit》             | 固定出演 |
| 2018年5月11日                | KBS World | 《K-RUSH Season 3》      |          |
| 2018年5月27日                | KBS2      | 《搞笑演唱會》           |          |
| 2018年5月29日                | KBS2      | 《1 VS 100》             |          |

## 廣告
| 年度   | 廣告商                                         |
| 2017年 | 化妝品牌 Addiction （页面存档备份，存于） 腮紅 |

## 外部連結
- 白豫彬的Instagram帳戶
- YouTube上的白豫彬頻道
- 白豫彬的X（前Twitter）